# Tellimya pura
Tellimya pura is een tweekleppigensoort uit de familie van de Lasaeidae. De wetenschappelijke naam van de soort werd als Montacuta pura in 1885 gepubliceerd door E.A. Smith.